# Earinus wuyiensis
Earinus wuyiensis är en stekelart som beskrevs av Chen och Yang 1999. Earinus wuyiensis ingår i släktet Earinus och familjen bracksteklar. Inga underarter finns listade i Catalogue of Life.